# Arnavutköy Merkez (Arnavutköy)
Arnavutköy Merkez est un quartier du district d'Arnavutköy, sur la rive européenne de la province d'Istanbul. Il est le quartier central (merkez) du district.